# Kommandantenhaus (Berlin)

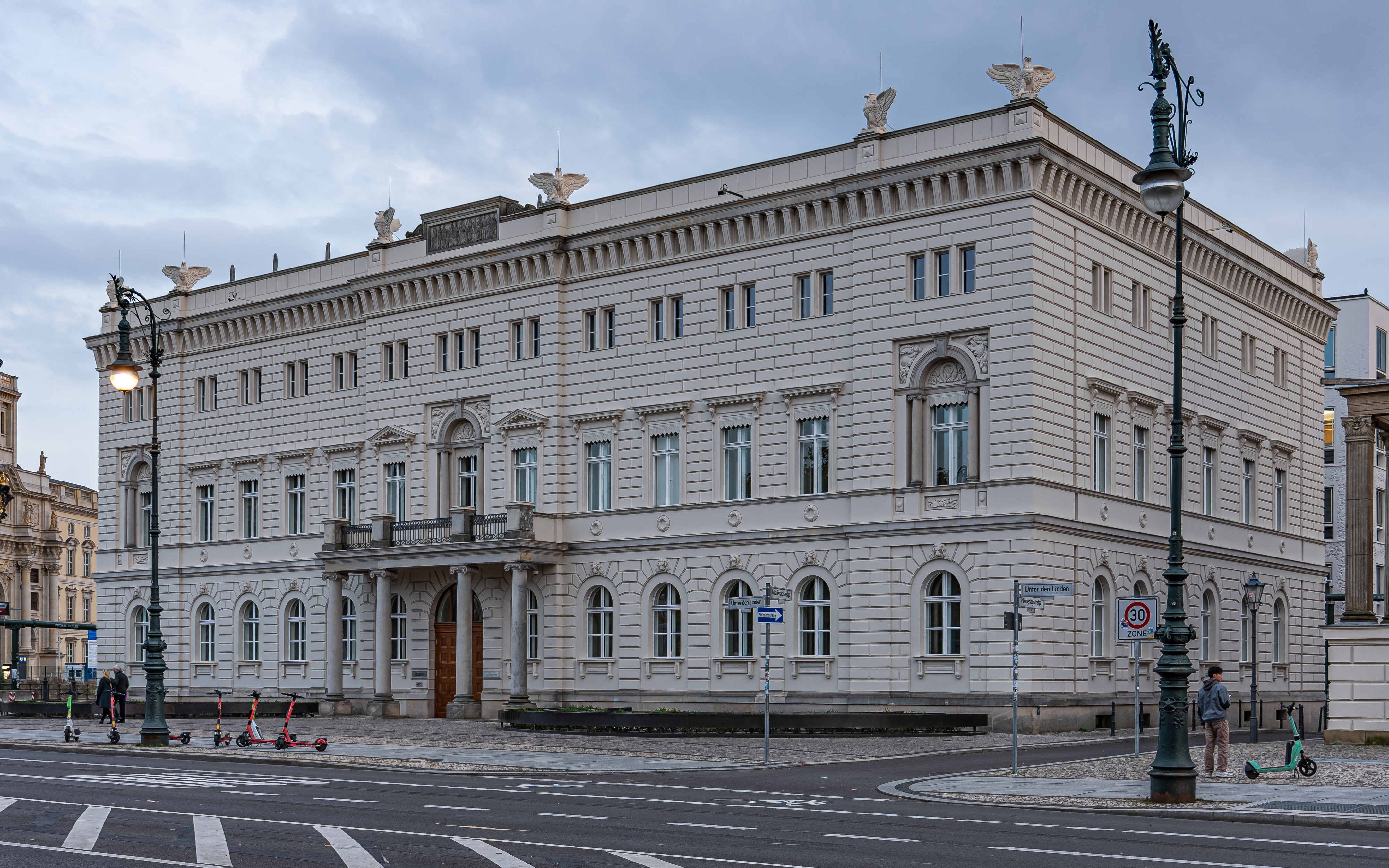
Kommandantenhaus

Das Kommandantenhaus (auch Alte Kommandantur) ist ein Bauwerk an der Prachtstraße Unter den Linden 1 im Berliner Ortsteil Mitte und Teil des Forum Fridericianum. Es wurde in den Jahren 1653 bis 1654 von Johann Gregor Memhardt errichtet und zuletzt 1873 bis 1874 im Stil der Neorenaissance umgebaut. Im Zweiten Weltkrieg ausgebrannt und 1950 abgerissen, wurde es 2001 bis 2003 wiederaufgebaut. Seitdem beheimatet das Kommandantenhaus die Repräsentanz von Bertelsmann.

## Geschichte

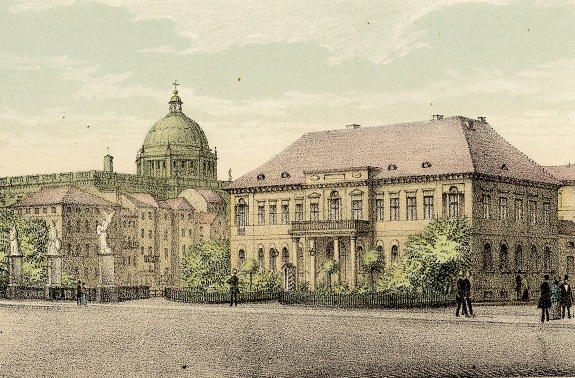
Alte Kommandantur um 1860, Farblithografie von Friedrich Rasche

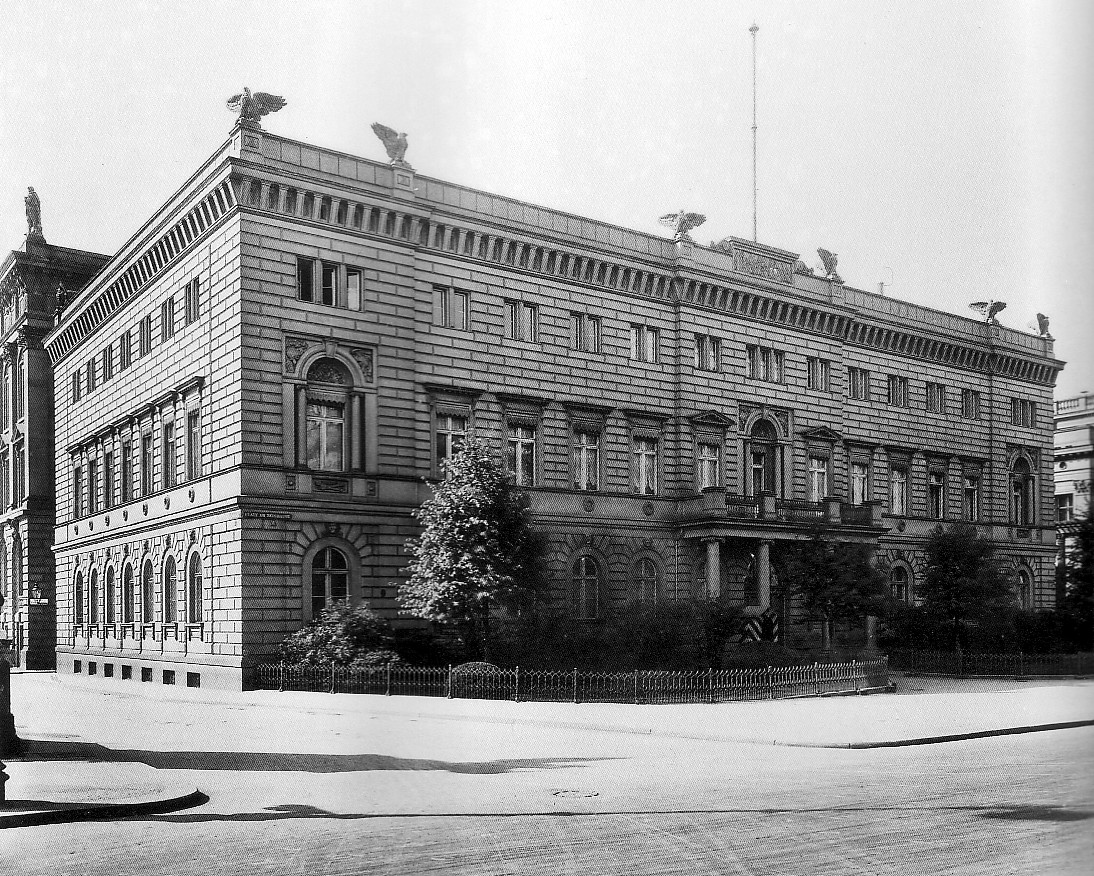
Alte Kommandantur, 1910

Im 17. Jahrhundert wurde die erste größere Stadterweiterung Berlins geplant. Noch innerhalb der alten Festungsanlagen der Residenzstadt sollte der neue Stadtteil Friedrichswerder entstehen. Mit der Durchführung beauftragte Kurfürst Friedrich Wilhelm von Brandenburg (der „Große Kurfürst“) seinen Festungsbaumeister Johann Gregor Memhardt. Als Anerkennung erhielt Memhardt vom Kurfürsten ein Baugrundstück in guter Lage als Geschenk und ließ dort um 1653 sein zweigeschossiges Wohnhaus bauen, das erste steinerne Haus auf dem Friedrichswerder – Vorgänger des Kommandantenhauses.
Nachdem das Gebäude baufällig geworden war, entstand 1795–1796 ein repräsentativer königlicher Immediatbau für den Geheimen Sekretär Samuel Schmidt, errichtet durch den Baumeister Conrad Friedrich Wilhelm Titel. Dieses Gebäude war zunächst als privates Palais mit zahlreichen Wohn- und Nebenräumen sowie Pferdeställen angelegt, 1799 wurde es zum Sitz des Kommandanten der Berliner Garnison bestimmt. 1806, während der Besetzung Berlins durch die Truppen Napoleons, hatte der Schriftsteller Stendhal (bürgerlich Marie-Henri Beyle) als französischer Kriegskommissar das Kommandantenhaus bewohnt. 1818 übernahm die Kommandantur auch den Dienst an der Neuen Wache, die von Karl Friedrich Schinkel schräg gegenüber, zwischen Zeughaus und Universität – dem früheren Palais des Prinzen Heinrich – errichtet worden war.
Ein wesentlicher Umbau erfolgte in den Jahren 1873–1874. Ein weiteres Geschoss kam hinzu, und das barocke Walmdach wurde durch ein Flachdach ersetzt; die durch Seiten- und einen Mittelrisalit gegliederte Fassade erhielt eine Putzquaderung. Die Ecken der Risalite betonten Terrakotta-Adler mit ausgebreiteten Flügeln. Die Gesamtgestaltung lehnte sich an die florentinische Palastarchitektur der Frührenaissance an – für eine solche Adaption gab es seit 1830 ein prominentes Beispiel in Berlin, nämlich Schinkels Palais Redern am Pariser Platz, das 1907 dem Neubau des Hotel Adlon weichen musste.
Während der Novemberrevolution 1918 geriet der sozialdemokratische Stadtkommandant Otto Wels hier zwischen die Fronten des Spartakusbundes und des Rates der Volksbeauftragten. Der letzte Hausherr, der Berliner Stadtkommandant Generalleutnant Paul von Hase, war indirekt am Attentat vom 20. Juli 1944 beteiligt, indem er nach der vermeintlichen Beseitigung Hitlers befahl, das Regierungsviertel um die Wilhelmstraße abzuriegeln. Der Volksgerichtshof verurteilte den Widerstandskämpfer zur Todesstrafe, die am 8. August 1944 im Strafgefängnis Berlin-Plötzensee vollstreckt wurde.
Gegen Ende des Zweiten Weltkrieges beschädigten Bombenangriffe das Kommandantenhaus. In den 1950er Jahren wurde die Ruine abgerissen. Von 1964 bis 1967 errichtete die DDR den Neubau ihres Außenministeriums auf den Grundstücken entlang des Spreekanals mit der Schmalseite an der Straße Unter den Linden. Das Gebäude wurde 1995 abgerissen.

## Wiederaufbau

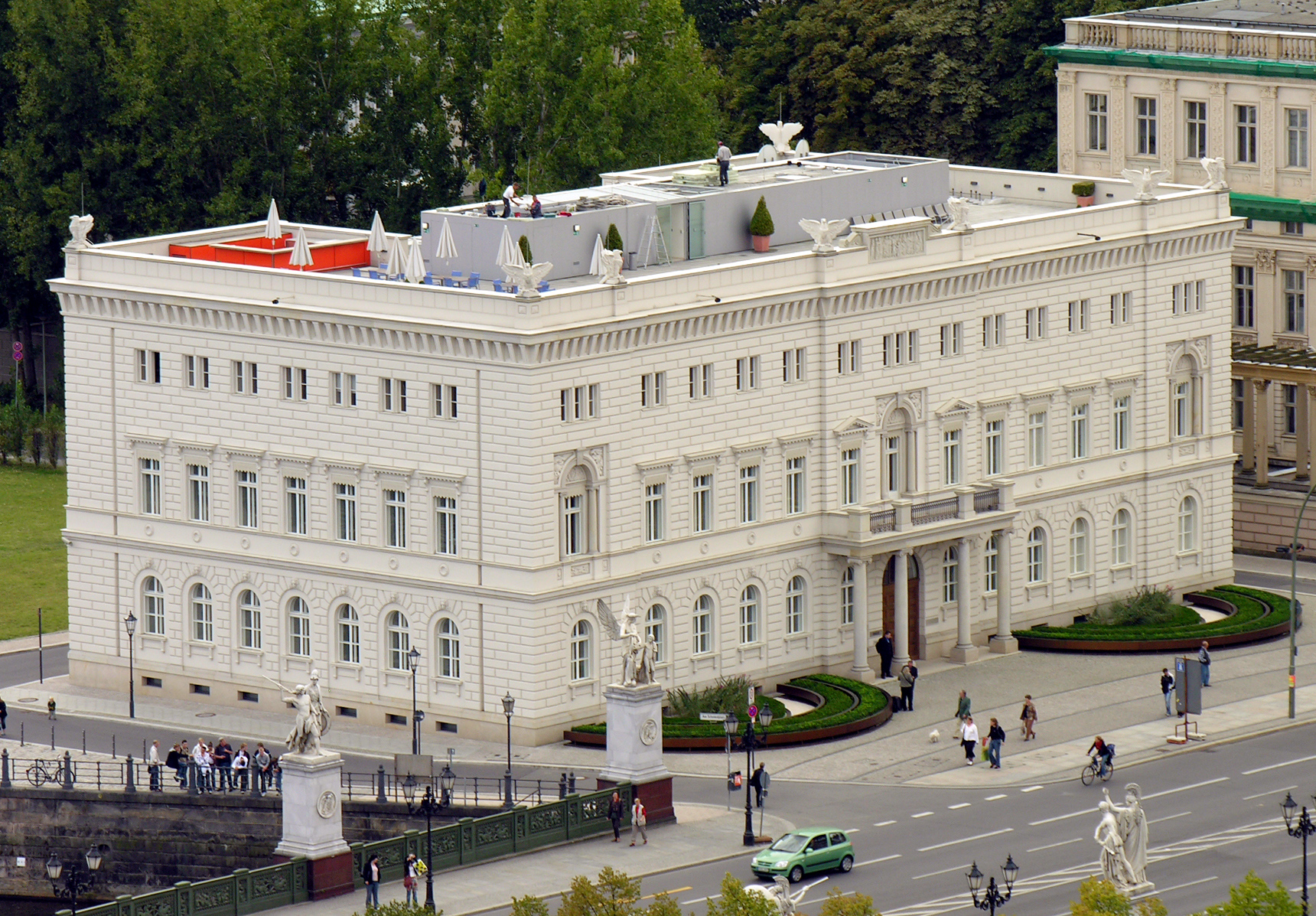
Vorderseite mit historischer Fassade

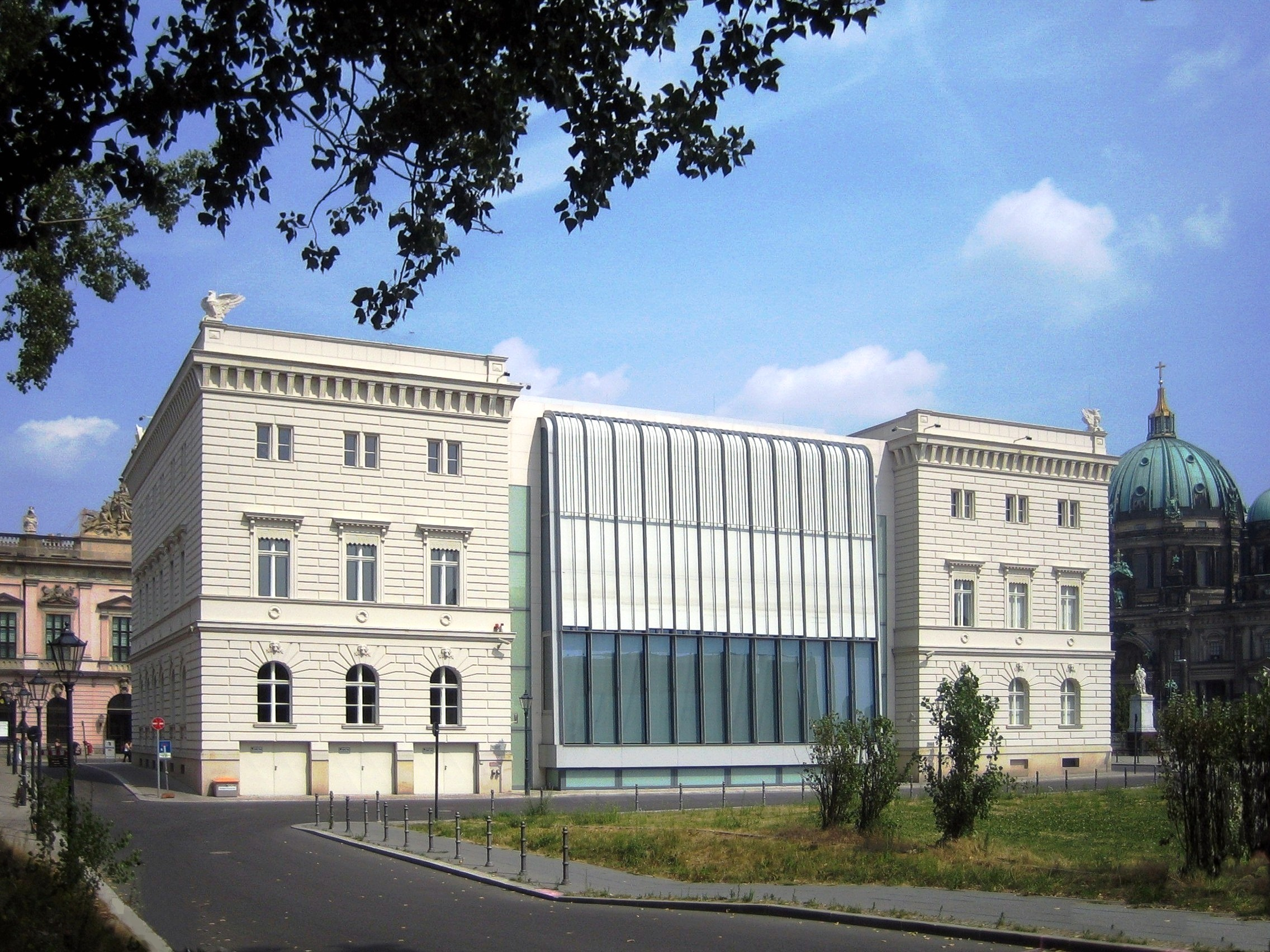
Rückseite mit modernem Bauteil

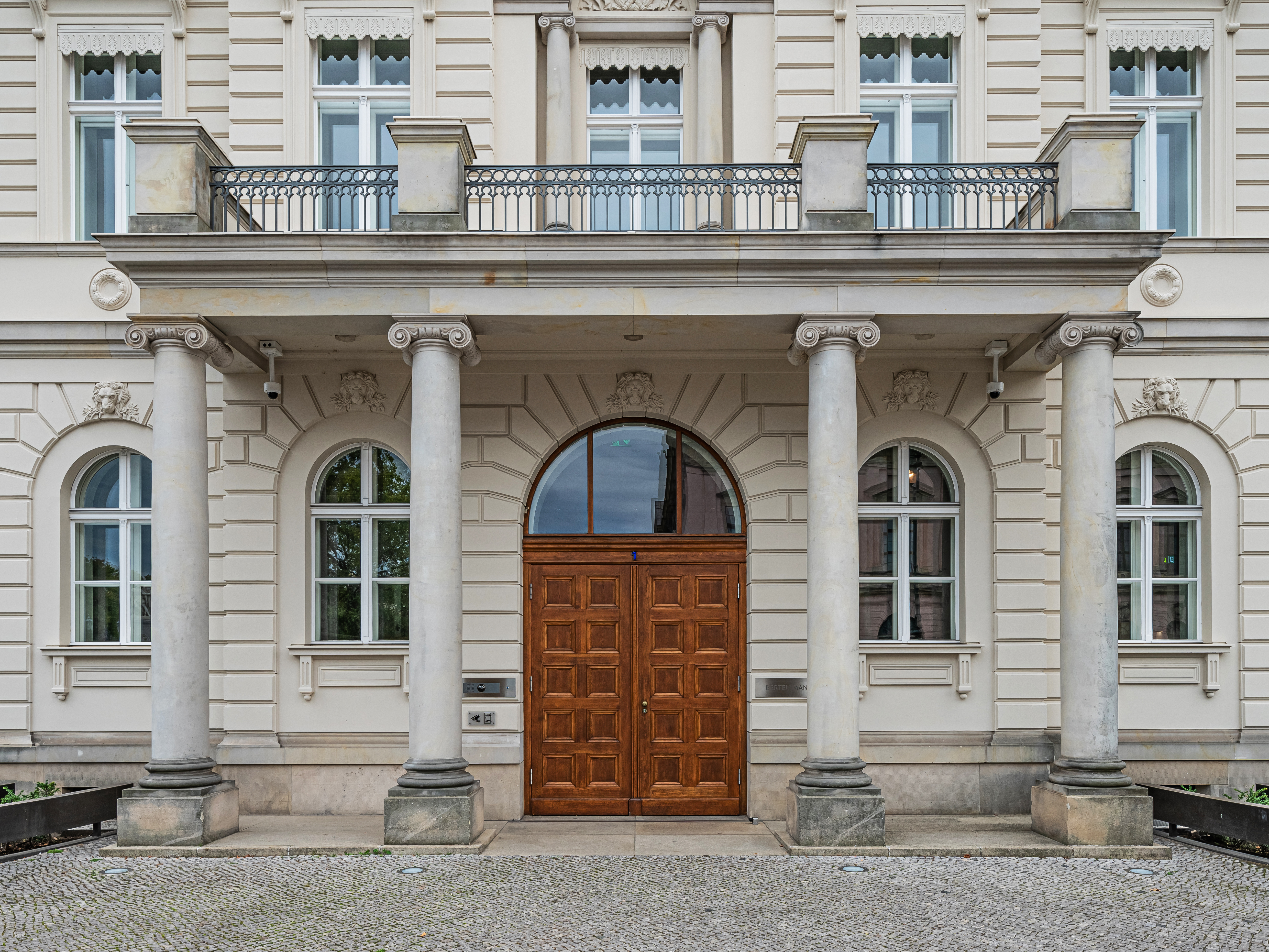
Balkon des Kommandantenhauses, 2023

### Rahmenbedingungen
1999 erwarben Bertelsmann AG und Bertelsmann Stiftung das prestigeträchtige Grundstück Unter den Linden Nr. 1 in einem öffentlichen Bieterverfahren in Konkurrenz zu 37 Mitbewerbern. Der Kaufpreis betrug 12,7 Millionen Mark (kaufkraftbereinigt in heutiger Währung: rund 10,39 Millionen Euro). Für die Nutzung des 967 m² großen Areals hatte der Berliner Senat verbindliche Auflagen gemacht. Verlangt wurden die Wiedererrichtung des alten Baukörpers und die genaue Rekonstruktion der historischen Fassade. Die Gestaltung des Gebäudeinneren wurde den Erwerbern freigestellt. Bertelsmann wollte eine anspruchsvolle, hauptstädtische Repräsentanz errichten, die auch dem Modernitätsanspruch des Unternehmens gerecht werden sollte. Das Ergebnis ist ein deutlicher Kontrast zwischen Innen und Außen. Verantwortlicher Architekt war der Kölner Thomas van den Valentyn, für die Wiederherstellung der Fassade wurden die als Spezialisten erfahrenen Berliner Baumeister Rupert und York Stuhlemmer herangezogen.

### Fassadenrekonstruktion
Bautechnisch ergab sich eine zweischalige Lösung: innen die tragende Konstruktion aus Stahlbeton und Mauerwerk aus Kalksandstein, außen verputztes Ziegelmauerwerk mit Einlagen von Sandstein und schmückenden Details. Die historische Quellenlage war äußerst dürftig. Originalbaupläne waren nicht vorhanden. Die Rekonstruktion basierte im Wesentlichen auf einem 40 cm × 40 cm großen Glasnegativ, das der Fotograf Albrecht Meydenbauer 1910 für die Königlich Preussische Messbild-Anstalt hergestellt hatte, sowie auf 30 Amateuraufnahmen. In Kooperation mit dem Fachbereich Photogrammetrie der Technischen Universität Berlin konnte das Bildmaterial so bearbeitet (entzerrt und digital geschärft) werden, dass es den Großteil der benötigten Informationen lieferte. Zusammen mit einem Katasterplan von 1880, mit den im Jahre 2001 bei archäologischen Erkundungsgrabungen entdeckten Grundmauern und einigen Trümmerfotos aus den 1940er Jahren reichten die Unterlagen aus, um in Teilbereichen millimetergenaue Resultate zu erzielen.
Die Analyse der archäologischen Grabungsfunde erlaubte es auch, Farbton und Herkunft des ursprünglich eingesetzten Materials zu bestimmen. Es zeigte sich, dass der reichlich verwendete Kalkstein überwiegend aus Schlesien gekommen war. Seit Oktober 2002 wurde im polnischen Radków Wünschelberger Sandstein für den Sockel, im polnischen Rakowice Rackwitzer Sandstein für das Gesims des neuen Kommandantenhauses abgebaut. Insgesamt wurden bei der Rekonstruktion etwa 312 Tonnen Sandstein verarbeitet. Zahlreiche baukünstlerische Schmuckelemente – Löwenköpfe, Lorbeerkränze, das Relief Achill unter den Töchtern des Lykomedes, die Adler –, aber auch Fensterumrahmungen, Konsolen und Säulenkapitelle mussten von spezialisierten Bildhauern nachgeschaffen werden. Die acht Adler aus Terrakotta, jeder 500 Kilogramm schwer, rekonstruierte Gerd Lucke. Sie wurden bei Tomas Grzimek in Sieversdorf jeweils rund 150 Stunden lang im Ofen gebrannt.
Insgesamt ging man bei der Rekonstruktion mit außerordentlicher Sorgfalt vor. Strukturierte Backsteine wurden in sieben verschiedenen Größen hergestellt und verarbeitet, entsprechend den unterschiedlichen Materialien in den aufeinanderfolgenden Phasen der ursprünglichen Baugeschichte. Für die Rundbogenfenster hat man das Mauerwerk aus 300 besonders zugeschnittenen Steinen zusammengesetzt, obwohl davon unter drei Lagen Putz nichts mehr zu erkennen ist. Ein so hoher Grad von Genauigkeit wurde ausdrücklich auch deshalb angewendet, um generellen Vorbehalten gegenüber der vollständigen Rekonstruktion von Baudenkmälern nicht zusätzliche Nahrung zu geben. Der Wiederaufbau war im November 2003 abgeschlossen. Südlich des Kommandantenhauses wurde der Schinkelplatz gartendenkmalpflegerisch wiederhergestellt.

### Innenausstattung
Hinter der historisierenden Fassade befinden sich Innenräume, die teils modern und funktional, teils eher konservativ und repräsentativ eingerichtet sind. In einer sachlich gestalteten, 227 m² großen Halle im Erdgeschoss mit großer Mediawand können Pressekonferenzen, Lesungen und dergleichen stattfinden. Die Räume im ersten Obergeschoss, ausgestattet mit Kronleuchtern, Edelholztäfelung, Eichenparkett und Ledersesseln, werden vorwiegend vom Führungspersonal genutzt. Weiter im Gebäude vorhanden sind ein großer Hörsaal, Konferenzräume, eine Bibliothek, ein Bistro und eine Bar.
Das alte Kommandantenhaus besaß einen U-förmigen Grundriss. Dessen kleiner, nach Süden offener Hof wurde beim Neubau durch eine leicht abgeschrägte, haushohe Stahl- und Glaskonstruktion geschlossen. Nur an dieser Stelle ist das Prinzip der unbedingt historisch getreuen Fassadengestaltung durchbrochen worden. Der neu entstandene, hohe Innenraum enthält einen 12 × 3 Meter großen Bildschirm, die zeitgemäße Abwandlung eines Deckengemäldes. Hier können unterschiedliche Lichtstimmungen erzeugt, Wolken- oder Sternenhimmel dargestellt oder spezielle Filme gezeigt werden.